# Iglesia de Santa Águeda (Cuéllar)
La iglesia de Santa Águeda fue un templo de culto católico bajo la advocación de Santo Domingo ubicado en la villa segoviana de Cuéllar (Castilla y León). 
Se desconoce tanto su fecha de construcción como los materiales de su fábrica, pues no se conserva resto alguno del edificio, aunque posiblemente formara parte del amplio conjunto de arquitectura mudéjar de Cuéllar. La primera noticia del templo data del año 1404, en un documento conservado en el Archivo Histórico Municipal de Cuéllar, en el que Fernando III de Castilla reclama al concejo de Cuéllar ciertas cantidades; el documento del rey fue leído en la propia iglesia. En el siglo XV son constantes las alusiones a la iglesia, por ser lugar donde se reunía el concejo, lo que hace pensar que el templo tuviera importancia dentro de la villa para ser elegido como tal.
No se sabe si fue parroquia, pues no se conserva en el Archivo Parroquial de Cuéllar ningún libro de registros sacramentales. Tampoco se conoce su ubicación exacta, aunque se sabe que estaba próxima a la iglesia de Santa María de la Cuesta.